# Голуба Затока
Голуба́ Зато́ка (до 1945 року — Ліме́на; рос. Голубой Залив, крим. Limena) — селище в Україні, у складі Ялтинського району Автономної Республіки Крим.

## Географія
Розташоване за 2,2 км на північний захід від смт. Сімеїз і підпорядковане Сімеїзькій селищній раді. Відстань до Ялти становить 23 км. Селище має автобусне сполучення з Сімеїзом, поряд проходить автотраса Н19 Севастополь-Феодосія. Розташоване в мальовничому гірському амфітеатрі, оточеному горами Пиляки, Кішка і хребтом Ай-Петрінської гряди.
Площа 1,2 км². Населення 419 осіб (2001, складає 87,3 % до 1989), переважно росіяни, українці та кримські татари.

## Назва
Історична назва селища Лімень в перекладі з грецької (грец. λιμένας) означає «гавань».

## Історія
В античності через Лімень проходив шлях із Південного берега Криму в західну частину півострова до Херсонеса і Керкінітиди, тут містився проміжний пост для зміни коней.
Вперше в історичних документах зустрічається в османських матеріалах переписів Кефінського санджака 1520 року, як Лімена Мангупського кадилика.
По «Відомості про всі селища в Сімферопольському повіті що з показанням у якій волості скільки числом дворів і душ…» від 9 жовтня 1805 року у селі Лімена було 17 дворів і 113 жителів, виключно кримських татар.
Згідно зі Списком населених пунктів Кримської АРСР по Всесоюзному перепису 17 грудня 1926 року, в селі Лимени, Сімеїзської сільради Ялтинського району було 57 дворів, з них 56 селянських, населення становило 267 осіб, з них 241 кримський татарин, 14 росіян, 12 українців, діяла татарська школа І ступеня.
Під час землетрусу 1927 року в селі, вище за шосе, деякі будинки були повністю зруйновані, в інших утворилися наскрізні тріщини, обвалилися кути, потріскалися перемички.
У 1944 році, після звільнення Криму від нацистів, 18 травня кримські татари були депортовані до Центральної Азії. 12 серпня 1944 року було прийнято постанову № ГОКО-6372с «Про переселення колгоспників у райони Криму», яким з Ростовської області РРФСР у район переселялися 3000 сімей колгоспників.
21 серпня 1945 року указом Президії Верховної Ради РРФСР Лімени було перейменовано на Голубу Затоку.

## Персоналії
Уродженцем села є кримськотатарський письменник і поет Аметов Джевдет Рамазанович.

## Цікаві факти
Селище відоме своєю солодкою цибулею, яку можна вирощувати тільки тут.